# Szenetszenebtiszi
Szenetszenebtiszi (sn.t-snb-tỉ-sỉ) ókori egyiptomi hercegnő volt a XII. dinasztia idején; nagy valószínűséggel III. Szenuszert lánya. 
Egyedül sírjából ismert, amely III. Szenuszert piramisa mellett található Dahsúrban. A piramis északi oldalán négy kisebb piramis állt a király feleségei számára, valamint több további sír is készült a király lányainak. A föld alatti folyosót, ahonnan a hercegnők szarkofágjait és kanópuszládáit tartalmazó kis sírok nyílnak, 1894-ben tárta fel Jacques de Morgan. 
A sírokat mindet kirabolták, de a szarkofágok megmaradtak. Közülük kettőn volt felirat, amely azonosította tulajdonosát; az egyik Szenetszenebtiszi mészkőszarkofágja, a másikon Menet hercegnő neve állt. Emellett a sírban talált ékszereken és szkarabeuszokon egy Mereret nevű hercegnő nevét is megtalálták; lehet, hogy őt is ide temették, de az is lehet, hogy a tárgyakat ő ajándékozta Szenetszenebtiszinek.

## Fordítás
- Ez a szócikk részben vagy egészben  a   Senetsenebtysy című angol Wikipédia-szócikk ezen változatának fordításán alapul.  Az eredeti cikk szerkesztőit annak laptörténete sorolja fel. Ez a jelzés csupán a megfogalmazás eredetét és a szerzői jogokat jelzi, nem szolgál a cikkben szereplő információk forrásmegjelöléseként.
- Ez a szócikk részben vagy egészben  a   Senet-senebtisi című német Wikipédia-szócikk ezen változatának fordításán alapul.  Az eredeti cikk szerkesztőit annak laptörténete sorolja fel. Ez a jelzés csupán a megfogalmazás eredetét és a szerzői jogokat jelzi, nem szolgál a cikkben szereplő információk forrásmegjelöléseként.